# Nassrin Ranjbar Irani
Nassrin Ranjbar Irani (* 1955 in Schiraz, Iran) ist eine iranische Dichterin, Schriftstellerin und Literaturwissenschaftlerin.
Nassrin R. Irani arbeitete im Iran lange Zeit professionell bei Zeitungen und Zeitschriften, beim Radio und bei Fernsehanstalten als Schriftstellerin, Redakteurin und Programmgestalterin. Mit der Veröffentlichung ihrer eigenen Gedichte hat sie im 14. Lebensjahr begonnen, mit 16 wurde ihr ein Literaturpreis des Verlags Etela’at verliehen. Neben ihrem Studium arbeitete sie von 1974 bis zum 1977 als Programmgestalterin, Schriftstellerin und Moderatorin einer Sendung für Kultur und Literatur. Diese 45-minütige Sendung wurde unter dem Titel „Baad az Zohr-e yek Ruz-e sarshar“ (Der Nachmittag eines erfüllten Tages) drei Mal wöchentlich live gesendet. In dieser Zeit gestaltete sie über 500 Stunden an Sendungen. Viele dieser Sendungen begannen mit einem Interview mit Literatur- und Kunstgrößen wie z. B. Masud Farzad, Ali Hassuri, Iraj Dehghan, Parviz Khaefi, Mohammad-Reza Shajarian, Bijan Samandar, Alireza Meybodi usw.
Später arbeitete sie als Editorin und Literaturredakteurin sowie als Mitglied des Komitees für Reformierung der Persischen Schrift beim Ministerium für Kultur und Kunst. Mit dem Beginn der Veröffentlichung der bedeutendsten Literatur- und Kulturzeitschrift Keyhan-e farhangi wurde sie zur Mitarbeit bei dieser Zeitschrift eingeladen.
Gleichzeitig schrieb sie bei der Frauenzeitschrift des Verlages Keyhan (Zan-e Ruz) unter verschiedenen Pseudonymen Kurz- und Langgeschichten. Auch bei den Literaturzeitschriften (Ferdousi, Tehranmossawar, Bonyad usw.) arbeitete sie als freie Redakteurin der Poesiekolumne. Sie schrieb auch Theaterstücke für das Teheraner Fernsehen.
Während ihrer Studienzeit in Schiraz an der Pahlavi-Universität wirkte sie als Schauspielerin an Theaterfestivals, beispielsweise am Festival der Kunst in Shiraz (Jashn-e Honar-e Shiraz), am Ferdousi-Theaterfestival in Tūs und am Uni-Theater mit.
Nassrin R. Irani hat sowohl ihr Bachelorstudium als auch ihr Magisterstudium im Fachbereich persische Sprache und Literatur im Iran absolviert. In Deutschland promovierte sie im Fach Iranistik. Sie unterrichtete an der Universität Hamburg persische Literatur.
Seit 1987 lebt Nassrin R. Irani im Hamburger Exil und arbeitet von dort aus mit fast allen persischen Literaturzeitschriften der Welt zusammen. Sie veröffentlicht Gedichte, Geschichten, Buchkritiken und Theaterkritiken. Ihre Gedichte wurden auch in mehreren deutschen Literaturzeitschriften veröffentlicht. Neben ihren zahlreichen Lesungen und Vorträgen in Europa, den USA und Kanada, hat sie auch fünf Bücher in Deutschland veröffentlicht. Für drei weitere ihrer Bücher hat ihr Verlag im Iran schon im Jahr 2005 eine Genehmigung zur Veröffentlichung beantragt. Sie ist Mitglied des Deutschen Schriftstellerverbandes, des internationalen P.E.N. sowie des Literaturzentrums Hamburg.
Seit 2009 gibt Ranjbar Irani Seminare und Vorlesungen über die klassischen und modernen persischen Literaturgrößen und deren Meisterwerke (zwei Jahre Hafez-shenasi, danach Nezami, z. Z. Rumi).